# Christian Möller (Theologe)
Christian Möller (* 29. April 1940 in Görlitz) ist ein deutscher evangelischer Theologe  und emeritierter Professor für Praktische Theologie an der Ruprecht-Karls-Universität in Heidelberg.

## Leben
Christian Möller wurde am 29. April 1940 als Pfarrerssohn in Görlitz/Neiße geboren. Nachdem er dort von 1946 bis 1950 die Volksschule absolviert hatte, wurde er nach West-Berlin in ein Schülerheim der Evangelischen Kirche geschickt, um der zunehmenden Politisierung der DDR-Schule zu entkommen. Er besuchte von 1950 bis 1959 das Evangelische Gymnasium zum Grauen Kloster Berlin und legte hier 1959 sein Abitur ab. Von 1959 bis 1965 studierte er Theologie an der Kirchlichen Hochschule Berlins (vor allem neutestamentliche Exegese und Hermeneutik bei Ernst Fuchs), in Zürich (vor allem reformatorische Theologie bei Gerhard Ebeling) und in Marburg (vor allem Hermeneutik bei Ernst Fuchs und Praktische Theologie bei Alfred Niebergall). 1965 legte er das Erste kirchliche Examen bei der Evangelischen Kirche von Kurhessen-Waldeck in Marburg ab und wurde als Vikar nach Rauschenberg bei Marburg gesandt. 1966 bis 1968 unterbrach er das Vikariat, um eine Dissertation bei Ernst Fuchs und Alfred Niebergall zu schreiben (Titel Von der Predigt zum Text. Hermeneutische Vorgaben der Predigt zur Auslegung von biblischen Texten, München 1970). Mit dieser Dissertation wurde er 1968 von der Theologischen Fakultät der Philipps-Universität Marburg zum Dr. theol. promoviert. Anschließend kehrte er ins Vikariat nach Wolfhagen bei Kassel zurück, legte 1968 in Hofgeismar sein zweites theologisches Examen ab und wurde am 15. September 1968 als Pfarrer der Ev. Kirche von Kurhessen-Waldeck in Immenhausen ordiniert. Von 1968 bis 1972 war er Pfarrer in Wolfhagen und Bründersen.
Im Jahr 1972 wurde er als Nachfolger von Rudolf Bohren auf den Lehrstuhl für Praktische Theologie an die Kirchliche Hochschule Wuppertal berufen. Die Schwerpunkte seiner Tätigkeit waren Predigtlehre, Seelsorge und Gemeindeaufbau. 1988 wurde er als Nachfolger von Theodor Strohm auf den Lehrstuhl für Praktische Theologie an die Universität Heidelberg berufen. Zu den gleichen Schwerpunkten seiner Lehre wie in Wuppertal kam noch Hymnologie hinzu. Außerdem hatte er am Predigerseminar der Badischen Kirche in Heidelberg Pastoraltheologie zu lehren. Von 1995 bis 1997 war Möller Dekan der Theologischen Fakultät. Von 1996 bis 2006 war Möller Schriftleiter der Göttinger Predigtmeditationen, einer 1946 gegründeten und in Deutschland weit verbreiteten Predigthilfe. 2005 wurde er emeritiert. Seitdem ist er weiter regelmäßig mit Vorlesungen und Seminaren an der Universität Heidelberg, mit Vorträgen und Predigten in verschiedensten Gremien tätig und publiziert wissenschaftliche Literatur.
Christian Möller ist verheiratet und hat drei Söhne, darunter den Kabarettisten und Autor Steffen Möller.

## Theologisches Profil
In der Praktischen Theologie ist Christian Möller ein hermeneutischer Grenzgänger, der Wege des Verstehens zwischen getrennten theologischen Bereichen zu entdecken versucht. Schon in seiner Dissertation zeigte er auf, wie die Predigt zu einem hermeneutischen Weg für die Auslegung biblischer Texte werden kann. In „seelsorglich predigen“ (1983) werden Wege entdeckt, wie eine Predigt zur hermeneutischen Chance für die Seelsorge werden kann. Die fünf Bücher Möllers zum Gemeindeaufbau (1997–2009) sind in einem Hin- und Hergehen zwischen Hochschul- und Gemeindetheologie entstanden. Vom Gottesdienst her und auf den Gottesdienst hin führen bei Möller die verschiedenen Wege im Gemeindeaufbau. Gerhard Ebelings These ist wegweisend für Möllers Kirchentheorie: „Genau genommen veranstaltet die Kirche nicht Gottesdienst. Sie ist vielmehr Gottesdienst.“ (Dogmatik III, 361)
Dass Geschichte voller Sprachschätze steckt, durch die Wege für die Zukunft von Theologie und Kirche, von Kultur und Alltagsleben eröffnet werden, zeigte Möller zuerst an der Geschichte des Gemeindeaufbaus (Lehre vom Gemeindeaufbau Bd. II), dann an der gemeinsamen Herausgabe einer dreibändigen Geschichte der Seelsorge in Einzelporträts, dann an der gemeinsamen Herausgabe der Quellen von Kirchenlied und Gesangbuch und schließlich an Sternstunden der Predigt, 16 Predigten aus 16 Jahrhunderten, die Möller gemeinsam mit Michael Heymel hermeneutisch erschloss.
Mit Ernst Fuchs, Gerhard Ebeling, Eberhard Jüngel und Walter Mostert kommt es Möller auch in der Praktischen Theologie auf eine „Erfahrung mit der Erfahrung“ an, d. h. weder empirische Daten oder Theorien noch Energien oder energetische Wirkungen an sich machen die Praktische Theologie schon erfahren. Erst derjenige Glaube, der kritisch zur verstehenden Erfahrung mit der Erfahrung anleitet, ermöglicht „Kommunikation des Evangeliums“ und führt zu einer „Theorie der Praxis“, aus der auch praktische Schritte zum Handeln hervorgehen.
In den letzten Jahren hat sich Möller in der Gemeinde-Bewegung engagiert, die sich als Gegenbewegung zum EKD-Impulspapier Kirche der Freiheit aus dem Jahr 2006 gebildet hat. Beim „Gemeindetag“ 2008 in Nürnberg, der zur Gründung des „Forums Aufbruch Gemeinde“ in der Evangelisch-Lutherischen Kirche in Bayern geführt hat, hielt Möller das zentrale Referat. Seine Monographie Lasst die Kirche im Dorf (2009) trägt den Charakter einer Programmschrift.

## Veröffentlichungen (Auswahl)
als Autor:
- Von der Predigt zum Text. Hermeneutische Vorgaben der Predigt zur Auslegung von biblischen Texten. München 1970.
- Erbauliche Reden. Zeit zum Hören. Wider das kirchliche Machen. Neukirchen-Vluyn 1976.
- Seelsorglich predigen. Göttingen/Waltrop 1983; 3. Auflage 2003.
- Lehre vom Gemeindeaufbau. 2 Bände. 3. Auflage. Göttingen 1987 und 1990.
- Gottesdienst als Gemeindeaufbau. Göttingen 1988.
- Wenn der Herr nicht das Haus baut. Briefe für Kirchenälteste zum Gemeindeaufbau. 6. Auflage. Göttingen 1993.
- „Auf den Grenzen“. Wie sich mein Verständnis von Praktischer Theologie gebildet hat. In: G. Lämmlin, S. Scholpp (Hrsg.): Praktische Theologie der Gegenwart in Selbstdarstellungen. Tübingen 2001, S. 91–109.
- Der heilsame Riss. Impulse reformatorischer Spiritualität. Stuttgart 2003.
- Einführung in die Praktische Theologie. Tübingen 2004.
- Kirche, die bei Trost ist. Plädoyer für eine seelsorgliche Kirche. Göttingen 2005.
- Leidenschaft für den Alltag. Impulse reformatorischer Spiritualität. Stuttgart 2006.
- Die homiletische Hintertreppe. Göttingen 2007.
- Lasst die Kirche im Dorf! Gemeinden beginnen den Aufbruch. Göttingen 2009.
- mit M. Heymel: Sternstunden der Predigt. Stuttgart 2010.
- mit M. Heymel und P. Goes: „Ich hab einen besseren Sorger“. Luthers seelsorgliche Theologie. Praktisch-theologische Ringvorlesung an der Universität Heidelberg im Sommersemester 2016. Kamen 2017.
- Trost und Trotz. Bausteine für eine seelsorgliche Kirche. Kamen 2021.

als Herausgeber:
- Geschichte der Seelsorge. 3 Bände. Göttingen 1994–1996.
- mit Hans-Georg Ulrichs: Fußball und Kirche – wunderliche Wechselwirkungen. Göttingen 1997.
- Ich singe dir mit Herz und Mund. Liedauslegungen, Liedmeditationen, Liedpredigten. Ein Arbeitsbuch zum Evangelischen Gesangbuch. 2. Auflage. Stuttgart 1997.
- Kirchenlied und Gesangbuch. Quellen zu ihrer Geschichte. Tübingen 2000.